# Čchen Kchaj-ke
Čchen Kchaj-ke (čínsky 陈凯歌; narozený 12. srpna, 1952) je čínský filmový režisér, jeden z představitelů 5. generace čínských filmařů. Jeho filmy točené v Číně jsou obvykle financovány ze zahraničí a nedostanou se do domácích kin. V české distribuci byly mimo jiné jeho snímky Sbohem, má konkubíno (1996), Svůdný měsíc (1996), Zabij mě něžně, Dalších deset minut (povídka 100 Flowers Hidden Deep, 2002) a Úpis (2005).